# Битва при Окехадзамі
Би́тва при Окехадза́мі (яп. 【桶狭間の戦い】, おけはざまのたたかい) — битва від 12 червня 1560 року між військами японських магнатів Оди Нобунаґи та Імаґави Йошімото. Відбулася у місцевості Окехадзама, в провінції Оварі. Фінал вторгнення Імаґави, найбільшого володаря Східномор'я, до сусідньої Оварі. Під час битви оварійці скористалися розпорошеністю 30-тисячного війська противника по 7-км лінії фронту. 3-тисячна ударна група під командуванням Нобунаґи напала на головний штаб Імаґави Йошімото й здобула його голову. Загибель магната-головнокомандувача була рідкістю для тогочасних японських битв. Перемога Нобунаґи легітимізувала його статус володаря Оварі й зробила улюбленцем низового самурайства. Водночас, поразка і загибель Йошімото ознаменували занепад його роду та унезалежнення колишнього підлеглого — дому Мацудайра. Битва вважається одним із класичних прикладів бліцкригу Нобунаґи і японського військового мистецтва. Опис і аналіз битви увійшов до посібників з тактики імперської армії Японії.

## Передісторія
Рід Імаґава, який володів провінціями Суруґа та Тотомі (сучасні префектури Шідзуока), прагнув розширення своїх володінь на захід. У 1550-х йому вдалося підкорити невеликий самурайський рід Мацудайра, який контролював провінцію Мікава (сучасна префектура Айті) і постійно вів війну із західним сусідом — родом Ода, володарями провінції Оварі (сучасна префектура Айті). Під приводом захисту слабких Мацудайра, родина Імаґава оголосила війну їхнім ворогам. Після ряду локальних боїв було вирішено остаточно покінчити з Ода. З цією метою 5 червня 1560 року 9-й голова роду Імаґава, Імаґава Йошімото вирушив із 25.000 військом на захід.
Тим часом лідер родини Ода, Ода Нобунаґа, лише нещодавно зміг розбити внутрішню опозицію і об'єднати розрізнені землі провінції Оварі. Через тривалі міжусобиці він втратив багато живої сили, тому у цій війні з Імаґавою міг виставити лише 3.000 вояків. Сили противників були нерівні, тому генерали роду Ода готувалися відбивати агресорів під стінами власних замків.

## Битва

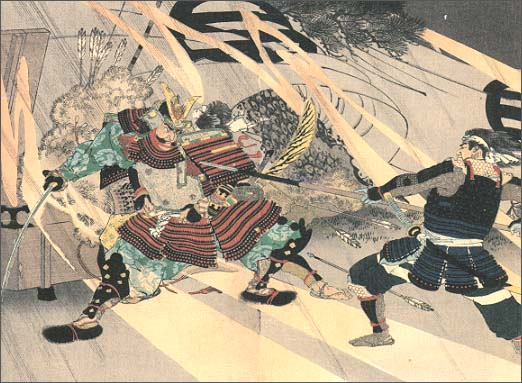
Загибель Йошімото.

10 червня 1560 року передові сили Імаґави, якими командував молодий голова роду Мацудайра, Мацудайра Мотоясу, увійшли до замку Одака, каштелян якого напередодні конфлікту переметнувся на бік наступаючих. Наступного дня сили Мацудайри переправили усю провізію військ до комор цього замку.
Тим часом, основна армія Імаґави вступила на територію Оварі. Її головнокомандувач Імаґави Йошімото розмістив свій штаб на невисокому пагорбі у місцевості Окехадзама. 12 червня, о 3-й годині ранку, за його наказом Мацудайра Мотоясу і полководець Асахіна Ясутомо повели основні частини війська на штурм прикордонних фортів Оди — укріплень Вашідзу і Маруне.
Довідавшись від своїх розвідників, що Імаґава Йошімото зостався із невеликою охороною у штабі, а більша частина ворожого війська пішла на штурм, Ода Нобунаґа зібрав близько 2.000 вояків і вирушив зі своєї фортеці Кійосу до Окехадзами. О 10-й годині ранку він прибув до укріплень храму Дзендзьодзі, у якому об'єднався з тамтешніми загонам. В цей час Ода Нобунаґа отримав повідомлення, що противник захопив його прикордонні форти і відпочиває після нічного штурму. Також йому стало відомо, що у штабі Імаґави Йошімото організовано гуляння на честь перших успішних операцій. Ода вирішив скористатися цим моментом і напасти на керівний центр противника.
Раптом пополудні пішов дощ. Під його прикриттям Ода Нобунаґа повів свої 3.000 вояків прямо на штаб Імаґави. Злива була настільки сильною, що з сусідніх гір не було видно просування їхньої колони. Коли дощ припинився, вартові ворожого штабу виявили, що у них під носом армія противника. Нобунаґа скористався загальним сум'яттям і щосили вдарив по позиціях Імаґави Йошімото. Вояки Оди стрімголов здійнялися на пагорб Окехадзама. Ворожі солдати тікали, кидаючи луки, рушниці і прапори. Їхній головнокомандувач, рятуючи своє життя, покинув навіть свій улюблений червоний паланкін.
Кінні гвардійці Оди Нобунаґи кинулися навздогін відступаючим. Посікши охорону Імаґави Йошімото, вони дісталися до нього самого. Імаґаві вдалося відбити атаку одного гвардійця, однак в ту ж саму мить на нього налетів другий, який відрубав йому голову.

## Наслідки

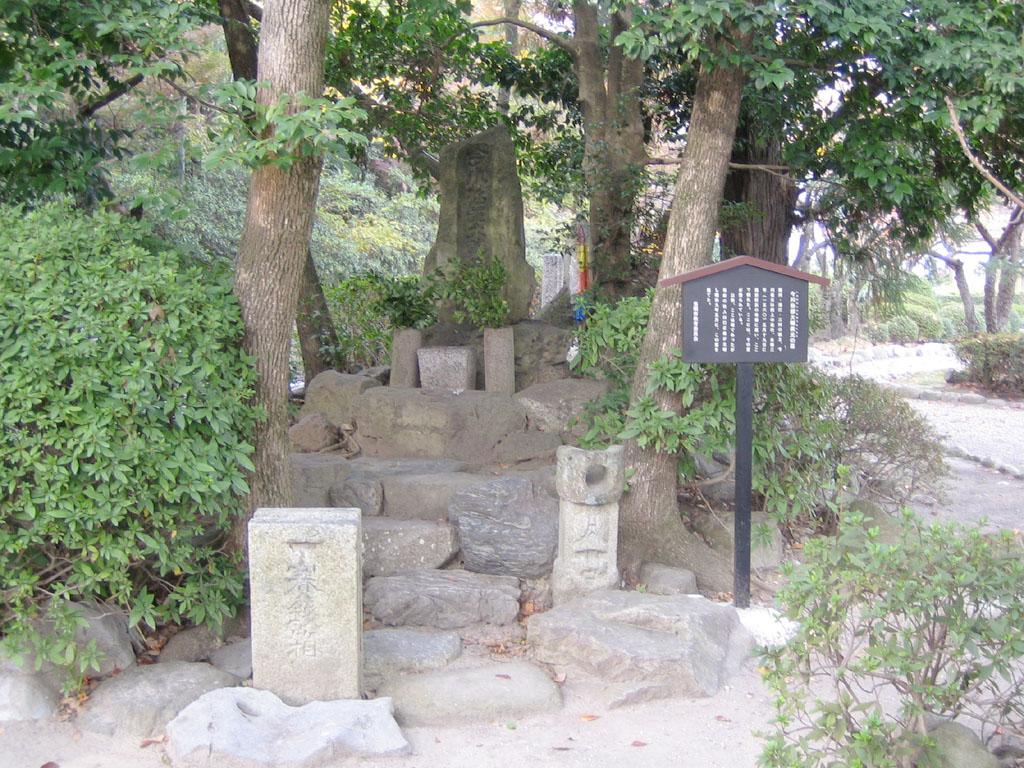
Могила Імаґави Йошімото на місці битви.

Втративши головнокомандуючого і багато талановитих командирів, сили Імаґави поспішно відступили з провінції Оварі. Від цієї шокової поразки вони оговтатись не змогли. У 1561 році проти Імаґави повстав колишній союзник Мацудайра Мотоясу, який на знак свого унезалежнення змінив прізвище на Токуґава і уклав союз із вчорашнім ворогом — Одою. Через десять років землі роду Імаґави були розшматовані сусідами.
З іншого боку, битва при Окехадзама прославила на всю Японію ім'я Оди Нобунаґи. Це укріпило його владу у його володіннях, та полегшило завоювання інших земель, оскільки і свої, і чужі самураї прагнули битися під прапорами цього «бога війни». Хоча битва принесла Оді перемогу, він ніколи більше не повторював таких ризикованих атак.
Битва при Окехадзама — один з найкращих зразків бойового мистецтва середньовічної Японії. Її опис був присутнім у підручниках історії і посібниках з військової справи Японської імперії (1868–1945). Навіть сьогодні ця битва лишається першокласним прикладом бліцкригу.